# Tōkyō daigaku monogatari
Tōkyō daigaku monogatari (東京大学物語? lett. "Storie dell'Università di Tokyo") è un manga shōnen di Tatsuya Egawa pubblicato sulla rivista Weekly Big Comic Spirits. Della serie è stato realizzato un OAV, un dorama e un film live-action.

## Trama
Naoki Murakami è lo studente più intelligente del suo liceo, ma non riesce a liberarsi dall'ossessione per una ragazza, Haruka Mizuno. Finalmente lui decide di dichiararsi, e a sorpresa lei accetta il suo amore.
Dopo molti mesi di amore travolgente, arriva per i due il momento di preparare gli esami di ingresso per la prestigiosa Università di Tokio. Ma se soltanto uno di loro venisse accettato cosa succederebbe alla loro relazione..?

## Film
- Kei Tanaka nel ruolo di Naoki Murakami
- Yōko Mitsuya nel ruolo di Haruka Mizuno
- Fujiko nel ruolo di Maki Koizumi
- Kazuki Namioka nel ruolo di Yoshiaki Sano
- Sasa Handa nel ruolo di Eri Suzuki
- Takeshi Masu nel ruolo di Tetsuro Yano